# Мостар (аеропорт)
Мостар (хорв. Međunarodna zračna luka Mostar; IATA: OMO, ICAO: LQMO) — аеропорт поблизу Мостара, Боснія і Герцеговина, розташований у селі Ортіше, за 7.4 км SE від залізничної станції Мостар.

## Авіалінії та напрямки, травень 2023
| Авіакомпанія        | Пункт призначення                                     |
| ------------------- | ----------------------------------------------------- |
| AeroItalia          | Сезонний: Форлі                                       |
| Croatia Airlines    | Загреб Сезонний чартер: Бейрут, Корк, Дублін, Палермо |
| Electra Airways     | Сезонний чартер: Катанія                              |
| LOT Polish Airlines | Сезонний чартер: Катовіце                             |
| Lumiwings           | Сезонний: Фоджа (з 3 червня 2023)                     |